# Круиз в джунглата
„Круиз в джунглата“ (на английски: Jungle Cruise) е американско фентъзи от 2021 г. на режисьора Жауме Колет-Сера по сценария на Майкъл Грийн, Фикара и Рекуа, вдъхновен от едноименната атракция на Дисни. Продуциран е от Уолт Дисни Пикчърс, а главните роли се изпълняват от Дуейн Джонсън, Емили Блънт, Едгар Рамирес, Джак Уайтхол, Джеси Племънс и Пол Джиамати. Разказва се за капитан на малък кораб, който навлизат в джунглата в търсене на Дървото на живота.

## Актьорски състав
- Дуейн Джонсън – Франк Улф
- Емили Блънт – Д-р Лили Хаутън
- Едгар Рамирес – Агире[7]
- Джак Уайтхол – Макгрегър Хаутън, по-малкият брат на Лили и неин асистент.[8]
- Джеси Племънс – Принц Йоаким[9]
- Пол Джиамати – Нило Немолато, корав капитан, който управлява пристанището, където Франк скачва лодката си.
- Анди Нейман – Сър Джеймс Хобс-Кодингтън[9]
- Куим Гутиерес – Мелхор[9]
- Дани Ровира – Санчо[9]
- Вероника Фалкон – Търговката Сам[9]
- Симоне Локхарт – Ана[9]
- Никълъс Райън Хернандез – Младия Агуир
- Дейвид Ленджел – Турист на лодката
- Сулем Калдерон – Куила

## В България
В България филмът се излъчва по кината в същата дата от „Форум Филм България“ в дублиран и субтитриран вариант.
На 26 декември 2023 г. се излъчва премиерно по NOVA във вторник от 20:00 ч.

## Дублажи

### Синхронен дублаж
| Роля                      | Изпълнител |
| ------------------------- | --- |
| Франк Улф                 | Христо Узунов |
| Лили Хаутън               | Дайяна Димитрова |
| Макгрегър Хаутън          | Димитър Ангелов |
| Агире                     | Иван Велчев |
| Принц Йоаким              | Петър Калчев |
| Нило Нимолато             | Николай Николов |
| Сър Джеймс Хобс-Кодингтън | Александър Воронов |
| Търговката Сам            | Михаела Тюлева |
| Други гласове             | Ева Данаилова Елена Бойчева Карина Андонова Неда Сергиева Анатолий Божинов Живко Джуранов Здравко Димитров Петър Върбанов Николай Пърлев Явор Караиванов |

| Обработка                       | Александра Аудио                          |
| ------------------------------- | ----------------------------------------- |
| Режисьор на дублажа             | Петър Върбанов                            |
| Преводач                        | Христо Христов                            |
| Тонрежисьори на записа          | Петър Костов Ангел Топорчев Пламен Чернев |
| Творчески директор              | Венета Янкова                             |
| Микс студио                     | Shepperton International                  |
| Продуцент на българската версия | Disney Character Voices International     |

### Войсоувър дублаж
| Озвучаващи артисти  | Даниела Йорданова Христина Ибришимова Христо Узунов Силви Стоицов Стефан Сърчаджиев Димитър Иванчев |
| Преводач            | Илияна Велчева                                                                                      |
| Тонрежисьор         | Цветомир Цветков                                                                                    |
| Режисьор на дублажа | Димитър Кръстев                                                                                     |